# Gallen-Täubling
Der Gallen-Täubling (Russula fellea) ist eine für Menschen ungenießbare Pilzart aus der Familie der Täublingsverwandten (Russulaceae). Kennzeichnend für den mittelgroßen Täubling ist zum einen die einheitlich blass-ockergelbe Färbung von Hutrand, Lamellen und Stiel, zum anderen der sehr scharfe Geschmack und der Geruch nach Pelagonien oder Senfsoße. Das Sporenpulver ist weiß.  Die recht häufige Art wächst überwiegend im Buchenwald. Man findet den Täubling vom Tiefland bis ins Gebirge sowohl auf Kalk- wie auf Silikatböden. Seine Fruchtkörper erscheinen von Ende Juli bis November.

## Merkmale

### Makroskopische Merkmale
Der Hut ist 4–10 cm breit, erst gewölbt, bald flach ausgebreitet, besonders am Rand dünnfleischig. Im Alter ist der Hut am Rand etwas gerieft. Die Huthaut ist bei feuchter Witterung klebrig-schmierig und glänzend, bei Trockenheit aber matt und glanzlos. Sie lässt sich nur am Rand abziehen. Die Farbe ist blass ockergelb oder auch stroh- bis honiggelb und typischerweise im Randbereich heller als in der Mitte.
Die dicht stehenden, recht dünnen Lamellen sind vergleichsweise schmal und werden bis zu 4–10 mm hoch. Sie sind jung weißlich und später wie die Randzone des Hutes cremegelb gefärbt. Das Sporenpulver ist weißlich (Ia–Ib nach Romagnesi).
Der Stiel ist 3–6 cm lang und 1–2 cm breit, nur jung fest, später spröde und zerbrechlich. Gleichfalls hellocker bis gelblich gefärbt besitzt er in etwa die gleiche Farbe wie der Randbereich des Hutes. An berührten Stellen verfärbt er sich ockerlich.
Das Fleisch ist schmutzig weiß bis gelblich, spröde und hat einen typisch süßlichen, obstartigen Geruch, der an Senfsoße, an Apfelkompott oder Pelargonien (Geranien) erinnert. Das Fleisch schmeckt äußerst scharf und ist zudem oft auch bitter. Das Hutfleisch reagiert mit Eisensulfat schmutzig rosa und mit Guajak nur schwach hellgrün. Mit Phenol verfärbt sich das Fleisch rötlichbraun.

### Mikroskopische Merkmale
Die rundlichen bis elliptischen Sporen sind 7,1–9,5 µm lang und 6,3–8,1 µm breit. Der Q-Wert (Quotient aus Sporenlänge und -breite) ist 1,1–1,3. Das Sporenornament hat bis zu 1 µm hohe, stachelig-spitze Warzen, die meist mehr oder weniger durch feine Adern oder niedrige Rippen feinnetzig verbunden sind. Der Apiculus misst 1–1,25 × 1–1,25 µm, der darüber gelegene Hilarfleck ist amyloid.
Die keuligen, viersporigen Basidien sind 32–50 µm lang und 8–10,5 µm breit. Neben den Basidien findet man sehr zahlreiche, oft deutlich hervorstehende Zystiden, die sich mit Sulfobenzaldehyd mehr oder weniger deutlich grauschwarz anfärben und in Sulfovanillin deutlich blauen. Die Cheilozystiden sind mehr oder weniger spindelig bis zylindrisch und messen 30–65 × 5–9 µm. Die Pleurozystiden sind ähnlich geformt und werden 50–115 µm lang und 6–10 µm breit.
Die haarartigen, zylindrischen Hyphenendzellen in der Hutdeckschicht sind 2,5–3 µm breit und ein- bis zweifach septiert. Daneben findet man zylindrische bis schmal keulige, 3–8 µm breite Pileozystiden, die sich in Sulfobenzaldehyd grauschwarz anfärben. Auch mit Sulfovanillin färben sie sich gut an. Die Hyphenzellen enthalten Vakuolenpigmente, aber auch Membranpigmente, die man als Pigmentflecke auf den tieferen Hyphen findet.

## Artabgrenzung
Der Gallen-Täubling ist recht leicht zu bestimmen. Kennzeichnend für ihn ist die durchgehend blass-ockergelbe Färbung des Hutrandes, der Lamellen, des Stieles und des Fleisches. Außerdem hat er einen brennend scharfen Geschmack und einen intensiv süßlich-obstartigen Geruch, der an Pelagonien oder Senfsoße erinnert.
Eine gewisse Ähnlichkeit hat der Zitronen- oder Ockertäubling (Russula ochroleuca), dessen Hut aber immer einheitlich gelb gefärbt ist und dessen Hutfarbe immer im deutlichen Kontrast zu den weißen Lamellen steht, daher auch das Epitheton ochroleuca (ocker und weiß), ockerfarbener Hut, weiße Lamellen. Der Ockertäubling hat einen fast milden höchsten leicht schärflichen Geschmack und ist fast geruchlos.
Eine weitere ähnliche Art ist der seltene Mehlstiel-Täubling (Russula farinipes) mit ähnlich scharfem Geschmack und deutlichem Apfelgeruch. Sein Hut ist einheitlich ockergelb gefärbt und am Rand deutlich gefurcht, außerdem hat er einen auffallend zäh-elastischen Hut. Durch die isoliert warzigen Sporen ist er unter dem Mikroskop eindeutig zu unterscheiden.

## Ökologie
Der Gallen-Täubling ist, wie alle Täublinge, ein Mykorrhizapilz. Sein mit Abstand wichtigster Symbiont ist die Rotbuche, daneben kommen auch weitere Nadel- und Laubbäume wie die Gemeine Fichte, die Weißtanne und Eichen als Partner vor. Die Art ist ein charakteristischer Pilz der Rotbuchenwälder in sommerlich luftfeuchten und kühlen Lagen auf sickerfrischen bis feuchten Böden. Bevorzugt werden mäßig bis gut mit Basen und Nährstoffen versorgte Böden mit lockerer Mull- und Moderauflage über Sand, Urgestein, Mergel, Basalt oder Kalkstein. Daneben tritt der Gallen-Täubling auch in Hainbuchen- und Eichenmischwäldern auf, wobei er dann häufig mit der Eiche vergesellschaftet ist. In höheren Lagen tritt auf sauren bis anmoorigen Böden die Fichte, teilweise auch die Weißtanne als Mykorrhizapartner gegenüber der Buche in den Vordergrund. In Mitteleuropa erscheinen die Fruchtkörper meist gesellig von Juli bis November, teilweise tritt die Art voreilend auf.

## Verbreitung

Europäische Länder mit Fundnachweisen des Gallen-Täublings.
Legende:
Länder mit Fundmeldungen
Länder ohne Nachweise
keine Daten
außereuropäische Länder

Der Gallen-Täubling kommt in Europa, Israel und Nordafrika (Marokko) vor. Es gibt auch Nachweise aus Nordamerika, hier ist es aber fraglich, ob die nordamerikanischen Sippen wirklich mit der europäischen „Russula fallea“ artverwandt sind, oder ob die Aufsammlungen mit sehr ähnlichen Arten, wie der Russula simillima, verwechselt wurden. In Europa kommt die Art von Spanien und Italien im Süden bis nach Bulgarien und Rumänien im Südosten vor. In Westeuropa ist sie in ganz Großbritannien, der Irischen Insel und den Beneluxstaaten häufig bis ziemlich häufig. Man hat den Täubling sogar auf den Hebriden in Rotbuchenpflanzungen gefunden. Im Norden reicht sein Verbreitungsgebiet bis nach Südskandinavien. Der nördlichste Nachweis aus Schweden stammt aus den Gästrikland (60. Breitengrad). In Norwegen wurde der Gallen-Täubling noch bei Ålesund (62. Breitengrad) beobachtet. Mit hoher Wahrscheinlichkeit kommt der Täubling im nahezu kompletten Verbreitungsgebiet der Rotbuche vor, daher ist er natürlich auch in ganz Mitteleuropa weit verbreitet und häufig.
In Deutschland ist der Gallen-Täubling im gesamten Gebiet von der Nord- und Ostseeküste bis zu den Alpen stark verbreitet bis häufig. Auch in der Schweiz, Liechtenstein und Österreich ist der Pilz häufig.

## Systematik
Gewöhnlich wird der Gallen-Täubling in die Untersektion Felleinae innerhalb der Sektion Ingratae gestellt. Bon (1988) verschiebt die Untersektion Felleinae in seiner Systematik in die Sektion Russula. Die Mykorrhizaanatomie und molekulargenetische Untersuchungen unterstützen diesen Schritt.

## Verwendung
Der Gallen-Täubling ist kein Speisepilz, vermutlich ist er giftig. Aufgrund seines scharfen und bitteren Geschmacks ist er auf jeden Fall ungenießbar.